# Cavid Bey

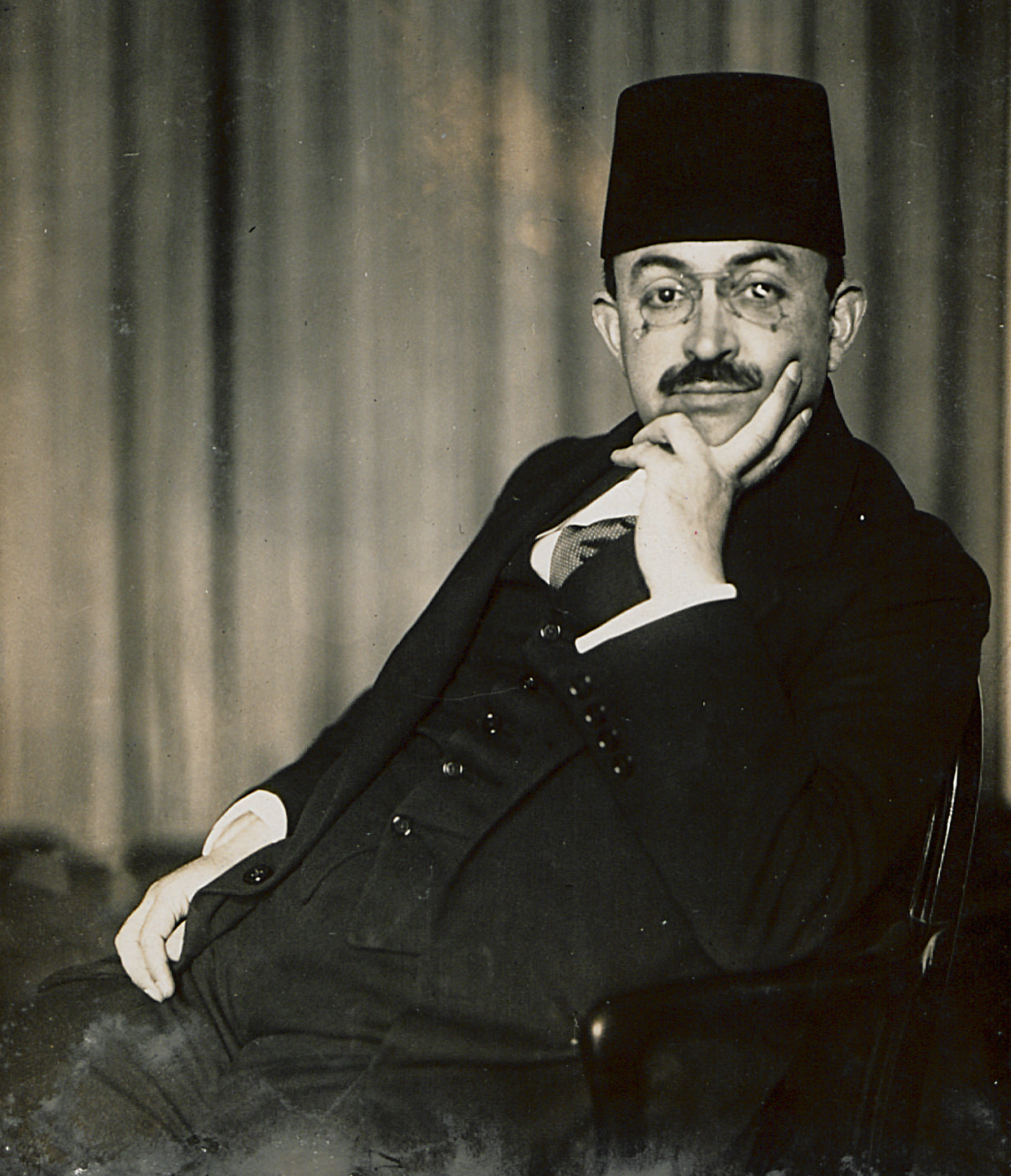
Cavid Bey

Cavid Bey, oft auch Dschawid Beg (türkisch Mehmet Cavit Beğ; * 1875 in Selânik; † 26. August 1926 in Ankara), war ein osmanischer Dönme, Ökonom, Zeitungsverleger und führender Politiker der zweiten Verfassungsära. Als Sabbatianer und Mitglied des Komitees für Einheit und Fortschritt (KEF) war er Teil der Jungtürken und hatte verschiedene Positionen in der Regierung inne, nachdem die Osmanische Verfassung wieder in Kraft gesetzt wurde. Wegen eines Attentatsversuches am türkischen Staatsgründer Mustafa Kemal Atatürk wurde er unter der Regierung der Republikanischen Volkspartei gehängt.

## Frühe Jahre und Aufstieg
Cavid wurde in Selânik geboren, damals das osmanische Vilâyet Saloniki, heute Griechenland. Sein Vater war der Händler Naim, seine Mutter hieß Pakize. Sie waren alle Dönme, also Juden, die nur oberflächlich den Islam annahmen, um der moslemischen Diskriminierung zu entgehen, im Geheimen jedoch den jüdischen Glauben auslebten.
Cavid studierte Wirtschaftswissenschaften in Istanbul an der  Mekteb-i Mülkiye-i Şahane. Nach Abschluss 1896 arbeitete er als Bankkaufmann und später als Lehrer.
Später wurde er Ökonom und Zeitungsherausgeber. Nachdem er 1902 nach Saloniki zurückgekehrt war, um die Fevziye-Schule zu leiten, trat Cavid Bey dem Komitee für Einheit und Fortschritt (KEF) bei. Nach der Jungtürkischen Revolution 1908 und der Wiedereinsetzung der Verfassung wurde er bei den Wahlen 1908 Abgeordneter für Saloniki und Kale-i Sultaniye (Çanakkale) im Abgeordnetenhaus. Nach dem Vorfall vom 31. März 1909 wurde Cavid Bey zum Minister für Finanzen im Kabinett von Großwesir Tevfik Pascha ernannt. Er gewann bei den Wahlen 1912 und erneut sein Abgeordnetenmandat, was er bis 1918 behielt.
Laut Ernst Jäckh stand der Innenminister Talât Pascha während des Völkermords an den Armeniern mit seinen Massakern im Widerspruch zum Finanzminister Dschawid Bey und zum Herausgeber der regierungstreuen Zeitung „Tanin“, Hüseyin Cahit Yalçın: „Dschawid und Hussein Dschahid opponierten immer energisch gegen diese armenische Politik, ersterer besonders aus wirtschaftlichen Erwägungen.“ Bis zum Waffenstillstand von Moudros 1918 am Ende des Ersten Weltkrieges spielte Cavid Bey eine wichtige Rolle in der KEF. Auch repräsentierte er das Osmanische Reich bei den Nachkriegs-Finanzverhandlungen in London und Berlin. Nachdem sein Angebot, der türkischen Nationalbewegung von Mustafa Kemal Pascha beizutreten, abgelehnt wurde, ging er in die Schweiz. Er war Teil der Delegation in Lausanne, geriet aber in Streit mit İsmet Pascha.

## Republikanische Ära
1921 heiratete Cavid Bey in der Schweiz Aliye Nazlı, die geschiedene Frau eines Prinzen, und kehrte 1922 nach Istanbul zurück. 1924 wurde ihr Sohn Osman Şiar geboren; nach Cavid Beys Hinrichtung wurde sein Sohn von seinem engen Freund Hüseyin Cahit Yalçın aufgezogen. Nach dem Inkrafttreten des Familiennamengesetzes 1934 übernahm Osman Şiar den Nachnamen Yalçın.
In den frühen Jahren der Ära unter der Republikanischen Volkspartei (CHP) versuchte Cavid Bey zusammen mit dem Zeugen des Völkermords an Armeniern, Hafız Mehmed, und Doktor Nazim in Izmir den türkischen Staatsgründer und Präsidenten Mustafa Kemal Pascha zu ermorden. Nach umfassenden Regierungsermittlungen wurde Cavid Bey zum Tod verurteilt und am 26. August 1926 in Ankara durch Hängen hingerichtet. Dreizehn weitere, darunter die KEF-Mitglieder Ahmed Şükrü und Ismail Canbulat, wurden des Landesverrats für schuldig befunden und gehängt.
Die Briefe, die Cavid Bey seiner Frau Aliye Nazlı während seiner Inhaftierung schrieb, wurden ihr erst nach seiner Hinrichtung übergeben. Sie veröffentlichte die Briefe als Buch mit dem Titel Zindandan Mektuplar (″Briefe aus dem Verlies″).
Im Jahre 1950 wurden Cavid Beys körperliche Überreste in den Städtischen Friedhof Cebeci in Ankara transferiert und dort begraben.

## Bibliografie
- Zindandan Mektuplar (2005) Liberte Yayınları, 212 Seiten. ISBN 9789756877913
- JAVID (Cavid) BEY, MEHMED: Jewish Virtual Library, AICE 2013, Link (Source: Encyclopedia Judaica)
- Türk Ansiklopedisi 10:37–39; Gövsa, Türk Meşhurları, 78.